# CFC1
CFC1‏ (Cripto, FRL-1, cryptic family 1) هوَ بروتين يُشَفر بواسطة جين CFC1 في الإنسان.